# Liste öffentlicher Kneipp-Anlagen im Bodenseekreis
In der Liste öffentlicher Kneipp-Anlagen im Bodenseekreis sind öffentliche Kneipp-Anlagen für Orte, die zum Bodenseekreis in Baden-Württemberg gehören, aufgeführt. Sie ist primär nach Orten sortiert, unabhängig davon, ob es sich um Ortsteile, Gemeinden oder Städte handelt. Kneipp-Anlagen können laut Kneipp-Bund in Form von Wassertretanlagen oder Armbecken vorliegen und unterliegen grundsätzlich nicht der Trinkwasserverordnung. Kneipp-Anlagen werden häufig künstlich angelegt. Daneben gibt es in den natürlichen Verlauf von Fließgewässern eingebettete Wassertretstellen. Kneippen ist eine Behandlungsmethode der Hydrotherapie, die auf der Grundlage von Sebastian Kneipp angewendet wird. Hierbei wird in kaltem Wasser auf der Stelle geschritten. In Armbecken werden die Arme bis zur Mitte der Oberarme ins kalte Wasser getaucht. Die Liste erhebt keinen Anspruch auf Vollständigkeit.

## Kneipp-Anlagen im Bodenseekreis
Derzeit sind im Bodenseekreis sechs öffentliche Kneipp-Anlagen erfasst (Stand: 11. Juni 2021):
| Bild | Ort                    | Beschreibung | ↴ Zufluss / ↳ Abfluss              | Standort                       |
| --- | ---------------------- | --- | ---------------------------------- | ------------------------------ |
| Bild gesucht Die Wikipedia wünscht sich an dieser Stelle ein Bild vom hier behandelten Ort. Weitere Infos zum Motiv findest du vielleicht auf der Diskussionsseite . Falls du dabei helfen möchtest, erklärt die Anleitung , wie das geht. BW | Heiligenberg           | Kneipp-Anlage beim Höhenfreibad Heiligenberg                                                                      | ↴ Trinkwassernetz / ↳ Abwassernetz | ⊙ Fortshausweg                 |
| Bild gesucht Die Wikipedia wünscht sich an dieser Stelle ein Bild vom hier behandelten Ort. Weitere Infos zum Motiv findest du vielleicht auf der Diskussionsseite . Falls du dabei helfen möchtest, erklärt die Anleitung , wie das geht. BW | Kressbronn am Bodensee | Kneipp-Anlage mit Tret- und Armbecken im Schlösslepark                                                            | ↴↳ Kressbach                       | ⊙ Seestraße/Maicher Straße     |
| | Immenstaad am Bodensee | Kneipp-Anlage bei Immenstaad am Bodensee                                                                          |                                    | ⊙ Wolfgangweg                  |
| | Überlingen             | Kneipp-Anlage in der Molassehöhle im Oberen Stadtgarten.                                                          |                                    | ⊙ Auf dem Stein (Scheffelhöhe) |
| Bild gesucht Die Wikipedia wünscht sich an dieser Stelle ein Bild vom hier behandelten Ort. Weitere Infos zum Motiv findest du vielleicht auf der Diskussionsseite . Falls du dabei helfen möchtest, erklärt die Anleitung , wie das geht. BW | Überlingen             | Kneipp-Anlage in der Bodensee-Therme Überlingen                                                                   | ↴ Trinkwassernetz / ↳ Abwassernetz | ⊙ Bahnhofstraße                |
| | Überlingen             | Kneipp-Anlage im Kurpark am See (2021 kostenpflichtiger Ausstellungsbereich "Villengärten" der Landesgartenschau) |                                    | ⊙ Bahnhofstraße                |
| | Überlingen             | Kneipp-Anlage beim Strandhotel Seehof                                                                             |                                    | ⊙ Strandweg                    |

## Sonstiges
Die Stadt Überlingen am nördlichen Bodenseeufer führt als einzige Stadt in Baden-Württemberg das Prädikat Kneippheilbad. Bereits im Jahre 1894, drei Jahre nach einem Besuch von Sebastian Kneipp, wurde in Überlingen ein Kneipp-Verein gegründet. Das Prädikat als anerkanntes Kneippheilbad erwarb die Stadt 61 Jahre später.